# Psyduck
Psyduck (japanski: コダック Kodakku) jedan je od 1025 fiktivnih vrsta Pokémona iz medijske franšize Pokémon, skupa Pokémon videoigara, animiranih serija, manga stripova, knjiga, igraćih karata i drugih medija kojima je tvorac Satoshi Tajiri. Svrha je Psyducka u videoigrama, animiranoj seriji i manga stripovima, kao i svrha ostalih Pokémona, borba s divljim Pokémonima – neukroćenim stvorenjima koje igrači i likovi pronalaze dok kreću na razne avanture – i pripitomljenim Pokémonima drugih Pokémon trenera.

## Etimologijaimena
Ime "Psyduck" dolazi od engleskih riječi "psychic" = psihička moć, i "duck" = patka. Njegovo japansko ime, Kodakkulkoduck, kombinacija je japanske riječi "ko" = malen, i engleske riječi "duck". Prefiks malen pokazuje na to da je Psyduck nerazvijeni oblik Golducka. 
Njegovo  japansko ime identično je imenu Eastmen Kodak Company, što se često spominje u Pokémon animiranoj seriji.

## Pokédex podaci
- Pokémon Red/Blue: Zavaravajući protivnike svojim praznim pogledom, ovaj će lukavi Pokémon iskoristiti svoje snažne psihokinetičke moći.
- Pokémon Yellow: Uvijek je mučen glavoboljama. Koristi psihičke moći, no niije poznato čini li to svojevoljno.
- Pokémon Gold: Posjeduje tajanstvene moći, no ne sjeća se da ih je ikada koristio. Radi toga uvijek djeluje zbunjeno.
- Pokémon Silver: Ako njegova kronična glavobolja dostigne vrhunac, može pokazati neobične moći. Ipak, nije ih se kasnije sposoban sjetiti.
- Pokémon Crystal: Jedini trenutak kada je sposoban iskoristiti svoje psihičke moći jest kada se njegove uspavane moždane stanice probude.
- Pokémon Ruby: Psyduck koristi tajanstvene moći. Kada to čini, ovaj Pokémon stvara moždane valove koji su zabilježeni samo kod spavača. Ovo je otkriće potaklo kontroverze među učenjacima.
- Pokémon Sapphire: Ako koristi svoje tajanstvene moći, Psyduck ih se kasnije neće sjećati. Navodno ih se ne može sjetiti jer ne može stvarati sjećanja tijekom tih događaja koji su nalik izmijenjenom stanju poput dubokog sna.
- Pokémon Emerald: Kada se njegova glavobolja pojača, počinje koristiti neobične moći. Ipak, kasnije se nije sposoban prisjetiti takvih trenutaka, pa uvijek djeluje zbunjeno.
- Pokémon FireRed: Uvijek je razdiran snažnim glavoboljama. Kada se glavobolja pojača, počinje koristiti tajanstvene moći.
- Pokémon LeafGreen: Zavaravajući protivnike svojim praznim pogledom, ovaj će lukavi Pokémon iskoristiti svoje snažne psihokinetičke moći.
- Pokémon Diamond: Ako se njegova uobičajena glavobolja pojača, počinje pokazivati neobične moći. Ipak, kasnije se ne može sjetiti da ih je koristio.
- Pokémon Pearl: Nikada se ne sjeća korištenja svojih neobičnih moći, pa uvijek naginje glavu uz zbunjen pogled.

## U videoigrama
U Pokémon Ruby i Sapphire, Psyducka se može pronaći u Safari Zoni. U Pokémon FireRed, Psyduck se nalazi na raznim mjestima u Kanto regiji i Sevii Otocima. 
Psyduckov najviši status je Special Attack; činjenica da je Vodeni Pokémon koji zna razne Psihičke napade pomažu mu da ravnomjerno balansira tim tehnikama. Psyduck je slab na Električne i Travnate napade te je jedan od startera u Pokémon Mystery Dungeon videoigri.

## Tehnike
| Prirodne tehnike                   | Prirodne tehnike | Prirodne tehnike |
| ---------------------------------- | ---------------- | ---------------- |
| Tehnika                            | Vrsta tehnike    | Razina           |
| Grebanje (Scratch)                 | Normalni         |                  |
| Vodeni sport (Water Sport)         | Vodeni           |                  |
| Zamah repom (Tail Whip)            | Normalni         | 5                |
| Vodeni pištolj (Water Gun)         | Vodeni           | 9                |
| Onesposobljavanje (Disable)        | Normalni         | 14               |
| Zbunjivanje (Confusion)            | Psihički         | 18               |
| Vodeni puls (Water Puls)           | Vodeni           | 22               |
| Bijesno udaranje (Fury Swipes)     | Normalni         | 27               |
| Vrištanje (Screech)                | Normalni         | 31               |
| Poboljšana psiha (Psych Up)        | Normalni         | 35               |
| Zen glavom kroz zid (Zen Headbutt) | Psihički         | 40               |
| Amnezija (Amnesia)                 | Psihički         | 44               |
| Vodena crpka (Hydro Pump)          | Vodeni           | 48               |

## Statistike
| HP:      | 50 |  |
| Attack:  | 52 |  |
| Defense: | 48 |  |
| Special: | 50 |  |
| SpAtk:   | 65 |  |
| SpDef:   | 50 |  |
| Speed:   | 55 |  |

Statistika Special korištena je samo tijekom prve generacije; kasnije je podijeljenja na Special Attack i Special Defense statistike.

## U animiranoj seriji
U Pokémon animiranoj seriji, Misty slučajno uhvati trajno zbunjenog Psyducka. Ovaj Psyduck pokazuje da ima pravu vještinu izlaženja iz svoje Poké-lopte baš u krivo, ali ponekad, zbog čiste sreće, u pravo vrijeme. Većina Psyducka mogu se vidjeti kako se stalno drže za glavu, zbog njihove trajne glavobolje. Mistyjin Psyduck lako se uzbudi, pogotovo kada je prestrašen. 
Mistyjin Psyduck ima tendenciju k tome da ide iz krajnosti u krajnost. Može biti bespomoćno patetičan u borbi, ili neobično moćan do točke da istovremeno pobijedi četiri Pokémona za redom. Isti Psyduck mora zadobiti pogotovo jake glavobolje kako bi bio sposoban otpustiti svoje psihičke moći. Mistyjin Psyduck, unatoč tomu što je Vodeni Pokémon, ne zna plivati; u Pokémon videoigrama, Psyducka se većinom može pronaći dok pliva.
Nešto jači Psyduck pojavio se u jednoj od epizodama Orange lige. U toj epizodi Misty je mislila da se njen Psyduck razvio u Golducka, no kasnije je otkrila da je njen Pokémon zaspao u njenom ruksaku, dok je evoluirani Golduck bio samo divlji Pokémon.
U Hoenn epizodama, Pokémon trenerica Emily ima Psyducka. Psyduck je bio deprimiran jer ga Emily nikada nije koristila u borbi, ali ga je upotrijebila u borbi protiv Tima Raketa kada su oni pokušali ukrasti Pikachua. Nakon te borbe, Emily je odlučila da će postati prava Pokémon trenerica i početi skupljati Dvoranske bedževe.  